# Высшая Футбольная лига (ЮАР)
Вы́сшая Футбо́льная Ли́га (англ. Premier Soccer League) — спортивная организация, контролирующая все профессиональные футбольные клубы ЮАР. Была основана в 1996 году.

## Турниры

### Лиги
Лига объединяет 32 профессиональных футбольных клуба из двух дивизионов. Высшим дивизионом является Премьер-лига, за ней следует Первый дивизион. В каждом из дивизионов выступает по 16 команд, каждая из которых проводит за сезон 30 игр в рамках первенства: 15 на своём стадионе и 15 на гостевом.
Из года в год между двумя дивизионами происходит ротация команд. Так, последняя команда Премьер-лига выбывает напрямую в низший футбольный эшелон, а победитель Первого дивизиона пополняет на следующий сезон число шестнадцати сильнейших команд республики. Ещё одна команда-участница Премьер лиги определяется в стыковом турнире. Турнир состоит из группового этапа, в котором участвуют 3 клуба: предпоследний клуб Премьер-лиги, серебряный и бронзовый призёры Первого дивизиона. Победитель группы определяется в четырёх играх между соперниками (дома и на выезде), он и получает право сыграть в элитном дивизионе ЮАР.

### Кубковые турниры
Футбольная лига организует три кубковых турнира: Кубок ЮАР (официальное название на данный момент — «Nedbank Cup»), Кубок Лиги (официальное название на данный момент — «Telkom Knockout») и Кубок Восьми (официальное название на данный момент — «MTN 8»).
Кубок ЮАР основан был основан в 1971 году. В нём участвуют все представители Премьер-лиги и Первого дивизиона, а также ещё 9 команд, победившие в чемпионате своих провинций во Втором дивизионе
Кубок Лиги разыгрывается только между клубами Премьер-лиги, Кубок Лиги только между восьми лучшими командами республики по итогам прошлого сезона.